# Vereinalinie
| |                                                                                    |                                               |                                               |
| Streckennummer (BAV): | 910 (Klosters–Sagliains) 914 (Sagliains Nord–Sasslatsch)                           |                                               |                                               |
| Fahrplanfeld: | 910, 1985                                                                          |                                               |                                               |
| Streckenlänge: | 22,54 km                                                                           |                                               |                                               |
| Spurweite: | 1000 mm (Meterspur)                                                                |                                               |                                               |
| Stromsystem: | 11 kV 16,7 Hz ~                                                                    |                                               |                                               |
| Maximale Neigung: | 40 ‰                                                                               |                                               |                                               |
| Minimaler Radius: | 125 m                                                                              |                                               |                                               |
| Streckengeschwindigkeit: | 100 km/h                                                                           |                                               |                                               |
| Zugbeeinflussung: | ZSI-127                                                                            |                                               |                                               |
| Zweigleisigkeit: | Klosters Selfranga–Selfranga Süd Vereina Nord–Vereina Süd Sagliains Nord–Sagliains |                                               |                                               |
| |                                                                                    |                                               |                                               |
| \| \| \| von Landquart \| \| \| \| 32,44 \| Klosters Platz \| 1191 m ü. M. \| \| \| \| Landquart (77 m) \| \| \| \| \| Zugwald (2172 m) \| \| \| \| \| \| \| \| \| \| \| \| \| \| \| nach Davos Platz \| \| \| \| \| \| \| \| \| 34,95 \| Klosters Selfranga (Autoverlad ) \| 1281 m ü. M. \| \| \| \| gepl. Wolfgangtunnel[2] (7810 m) nach Davos Dorf \| \| \| \| \| Vereinatunnel (19'042 m) \| \| \| \| 37,20 \| Selfranga Süd \| 1312 m ü. M. \| \| \| 43,55 \| Vereina Nord \| Vereina Nord \| \| \| 45,65 \| Vereina Süd \| Vereina Süd \| \| \| 47,70 \| Scheitelpunkt \| 1463 m ü. M. \| \| \| 52,17 \| Sagliains Nord \| Sagliains Nord \| \| \| 53,72 \| Sagliains Abzw Sasslatschtunnel \| 1434 m ü. M. \| \| \| \| Verbindungstunnel Sasslatsch II \| \| \| \| \| \| \| \| \| \| \| \| \| \| 54,17 \| Sasslatsch (Abzw) \| 1432 m ü. M. \| \| \| \| nach Bever \| \| \| \| 54,53 \| Sagliains (Autoverlad ) \| 1432 m ü. M. \| \| \| \| nach Scuol-Tarasp \| \| \| \| \| \| \| \| Quellen: [3] \| \| \| \| |                                                                                    |                                               |                                               |
| Strecke |                                                                                    | von Landquart                                 | von Landquart                                 |
| Bahnhof | 32,44                                                                              | Klosters Platz                                | 1191 m ü. M.                                  |
| Brücke über Wasserlauf |                                                                                    | Landquart (77 m)                              | Landquart (77 m)                              |
| Tunnelanfang |                                                                                    | Zugwald (2172 m)                              | Zugwald (2172 m)                              |
| |                                                                                    |                                               |                                               |
| Kreuzung mit oberirdischer Strecke (im Tunnel) |                                                                                    |                                               |                                               |
| Kreuzung mit oberirdischer Strecke (im Tunnel) |                                                                                    | nach Davos Platz                              | nach Davos Platz                              |
| Tunnelende |                                                                                    |                                               |                                               |
| Dienststation / Betriebs- oder Güterbahnhof | 34,95                                                                              | Klosters Selfranga (Autoverlad )              | 1281 m ü. M.                                  |
| Strecke quer (außer Betrieb) (im Tunnel) · Abzweig geradeaus und ehemals nach rechts |                                                                                    | gepl. Wolfgangtunnel (7810 m) nach Davos Dorf | gepl. Wolfgangtunnel (7810 m) nach Davos Dorf |
| Tunnelanfang |                                                                                    | Vereinatunnel (19'042 m)                      | Vereinatunnel (19'042 m)                      |
| Blockstelle (im Tunnel) | 37,20                                                                              | Selfranga Süd                                 | 1312 m ü. M.                                  |
| Blockstelle (im Tunnel) | 43,55                                                                              | Vereina Nord                                  | Vereina Nord                                  |
| Blockstelle (im Tunnel) | 45,65                                                                              | Vereina Süd                                   | Vereina Süd                                   |
| Kulminations-/Scheitelpunkt (im Tunnel) | 47,70                                                                              | Scheitelpunkt                                 | 1463 m ü. M.                                  |
| Blockstelle (im Tunnel) | 52,17                                                                              | Sagliains Nord                                | Sagliains Nord                                |
| Blockstelle (im Tunnel) | 53,72                                                                              | Sagliains Abzw Sasslatschtunnel               | 1434 m ü. M.                                  |
| Verschwenkung von links (im Tunnel) · Verschwenkung von rechts (im Tunnel) |                                                                                    | Verbindungstunnel Sasslatsch II               | Verbindungstunnel Sasslatsch II               |
| Tunnelende · Tunnelende |                                                                                    |                                               |                                               |
| Abzweig geradeaus und von links · Abzweig geradeaus und von rechts |                                                                                    |                                               |                                               |
| Blockstelle · Strecke | 54,17                                                                              | Sasslatsch (Abzw)                             | 1432 m ü. M.                                  |
| Strecke nach rechts · Strecke |                                                                                    | nach Bever                                    | nach Bever                                    |
| Bahnhof | 54,53                                                                              | Sagliains (Autoverlad )                       | 1432 m ü. M.                                  |
| Strecke nach links |                                                                                    | nach Scuol-Tarasp                             | nach Scuol-Tarasp                             |
| |                                                                                    |                                               |                                               |
| Quellen: |                                                                                    |                                               |                                               |

Die Vereinalinie (rätoromanisch Lingia dal Veraina), auch Vereinastrecke oder Vereinabahn genannt, ist eine meterspurige Eisenbahnstrecke der Rhätischen Bahn (RhB) mit dem 19'042 Meter langen Vereinatunnel (rätoromanisch Tunnel dal Vereina) als Kernstück. Sie verbindet seit der Inbetriebnahme 1999 Klosters im Prättigau mit Sagliains im Engadin und ist damit Bindeglied zwischen den RhB-Strecken Landquart–Davos Platz, von dieser übernimmt sie auch die Kilometrierung mit Nullpunkt im Bahnhof Landquart, und Bever–Scuol-Tarasp. Darüber hinaus schafft sie durch Autoverlad auch eine schnelle und wintersichere Strassenverkehrsanbindung des Unterengadins an die Nationalstrasse 28 (Prättigauerstrasse) und somit an den Hauptteil des schweizerischen Nationalstrassennetzes.
Der Vereinatunnel ist der weltweit längste Meterspur-Eisenbahntunnel.

## Geschichte

### Vorgeschichte
Da die Strasse von Davos nach Susch über den 2383 m hohen Flüelapass starker Lawinengefahr ausgesetzt ist, stand seit längerem die Schaffung einer wintersicheren Verbindung zwischen Nordbünden und dem Unterengadin zur Debatte. Dabei kam entweder ein (unter den gegebenen Umständen relativ aufwendiger) Ausbau der Flüela-Passstrasse oder eine Lösung mit Eisenbahntunnel und Autoverlad zwischen Klosters und dem Raum Susch/Lavin in Frage. Am 22. September 1985 fiel in einer kantonalen Volksabstimmung der Entscheid für letztere Lösung. Noch im selben Jahr sagte die Bundesversammlung eine Kostenbeteiligung von Seiten der Eidgenossenschaft zu, nachdem sich der aus dem Kanton Graubünden stammende Bundesrat Leon Schlumpf intensiv für das Projekt eingesetzt hatte.
Ihren Namen bezieht die Vereinalinie vom Vereinapass (2593 m) und dem Vereinatal, der (nur zu Fuss begehbaren) Alternative zum Flüelapass.
Der Bau des Tunnels kostete 812 Millionen Schweizer Franken, 538 Millionen waren 1985 bewilligt worden.

### Errichtung und Inbetriebnahme

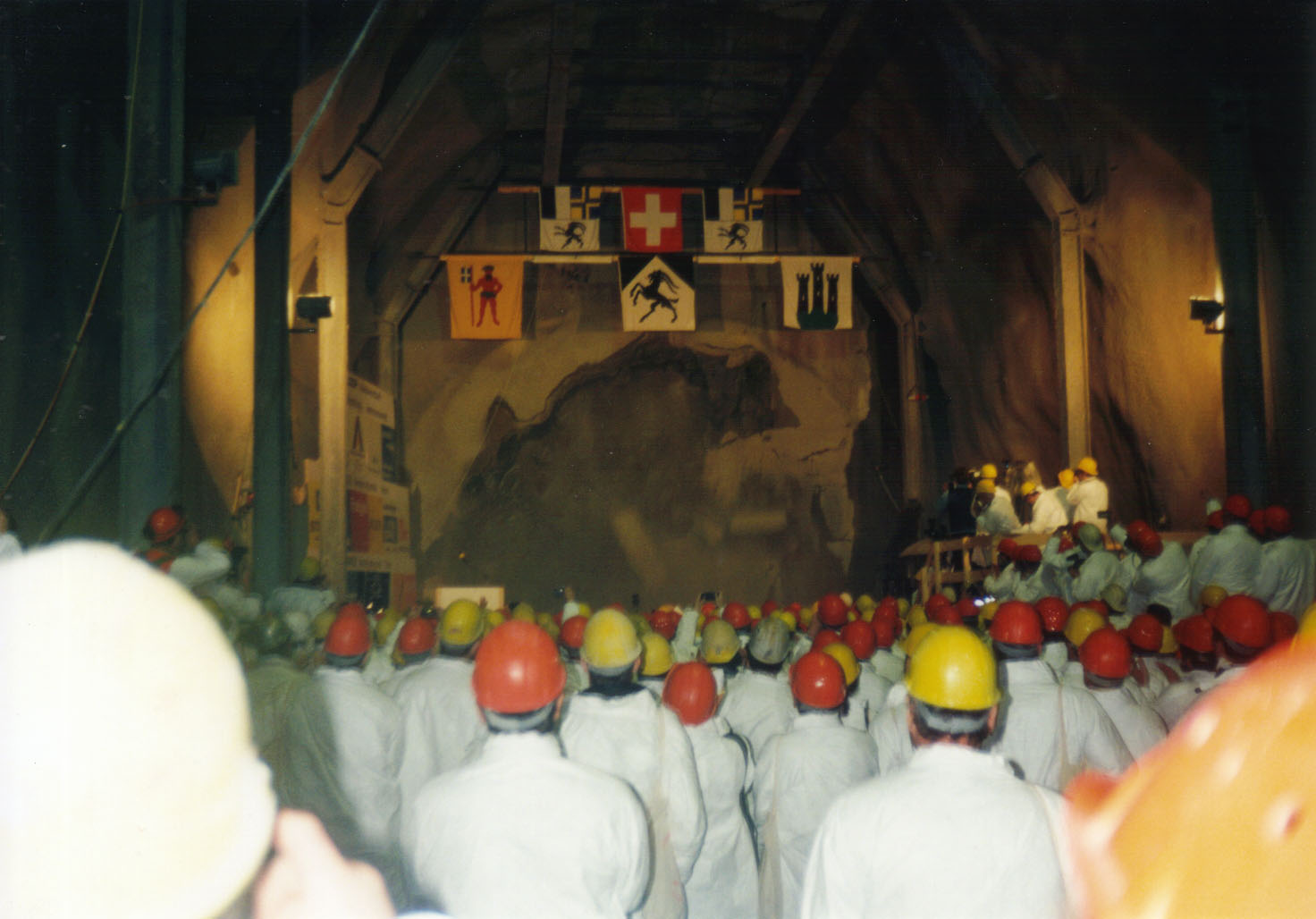
Tunneldurchschlag am 26. März 1997

Nach verschiedenen Einsprachen konnte 1991 mit den Bauarbeiten begonnen werden. Der Ausbruch des Tunnels erfolgte von Norden mit einer Tunnelbohrmaschine, die zuvor auch den Zugangstunnel von Klosters nach Selfranga erstellte, und von Süden mit der klassischen Sprengmethode. Der Durchschlag erfolgte früher und deutlich weiter nördlich als ursprünglich geplant am 26. März 1997, da das Gestein auf der Südseite unerwartet leicht abbaubar war und einen schnellen Vortrieb ermöglichte. Am 19. November 1999 konnte der Vorsteher des Eidgenössischen Verkehrsdepartements, Bundesrat Moritz Leuenberger, die neue Verbindung nach acht Jahren Bauzeit dem Verkehr übergeben. Drei Tage später erfolgte die Aufnahme des regulären Fahrplanbetriebes.

## Streckenbeschreibung
Die Vereinastrecke beginnt im Bahnhof Klosters Platz (1191 m), wo sie von der Strecke von Landquart abzweigt und im Zugwaldtunnel zum Verladebahnhof Selfranga (1281 m) führt. In Selfranga, am Nordportal des Vereinatunnels, findet der Autoverlad statt.
Die Strecke ist grossteils eingleisig ausgeführt. In Richtung Selfranga wird die Strecke etwa zwei Kilometer vor dem Tunnelportal zweigleisig, etwa 310 Meter vor dem Portal dreigleisig. Die beiden nordöstlichen Gleise 1 und 2 können für den Autoverlad genutzt werden, Lastwagen werden auf Gleis 1 abgefertigt. In der Gegenrichtung wird die Strecke etwa 1,6 Kilometer vor der Tunnelverzweigung zweigleisig. Diese zweigleisigen Bereiche sind mit je einer Spurwechselstelle mit je vier Weichen ausgestattet.  Etwa in der Mitte des Tunnels befindet sich weiterhin eine vollautomatische Ausweichstelle, die Kreuzungsstelle Vereina. Bei einer Höchstgeschwindigkeit von 100 km/h kann ein Zug den Tunnel technisch in 17 Minuten durchfahren; im Fahrplan wird die Fahrzeit auf 19 Minuten veranschlagt.
Bei der Dienststation Sasslatsch Nord (Tunnelmeter 18'759 ab Selfranga) verzweigt sich der Tunnel. Die Hauptröhre führt zweigleisig in einem Linksbogen über weitere 283 Meter zur Autoverladestation Sagliains (1432 m), wo sie in die Bahnstrecke Bever–Scuol-Tarasp mündet. Für Züge ins Oberengadin wurde der eingleisige Tunnelast Sasslatsch II gebaut, der nach einer scharfen, 277 Meter langen Rechtskurve bei der Dienststation Sasslatsch II endet (Gesamtlänge mit Vereinatunnel 19'036 Meter) und ebenfalls in die Strecke Bever–Scuol-Tarasp mündet.

### Sicherungstechnik
Die Vereinalinie war von Beginn an mit dem Zugsicherungssystem ZSI-90 ausgerüstet. Im Rahmen der Umstellung des Stammnetzes auf das Zugsicherungssystem ZSI-127 wurde die Vereinalinie bis zum 12. November 2020 mit ZSI-127 ausgestattet.

### Lösch- und Rettungskonzept

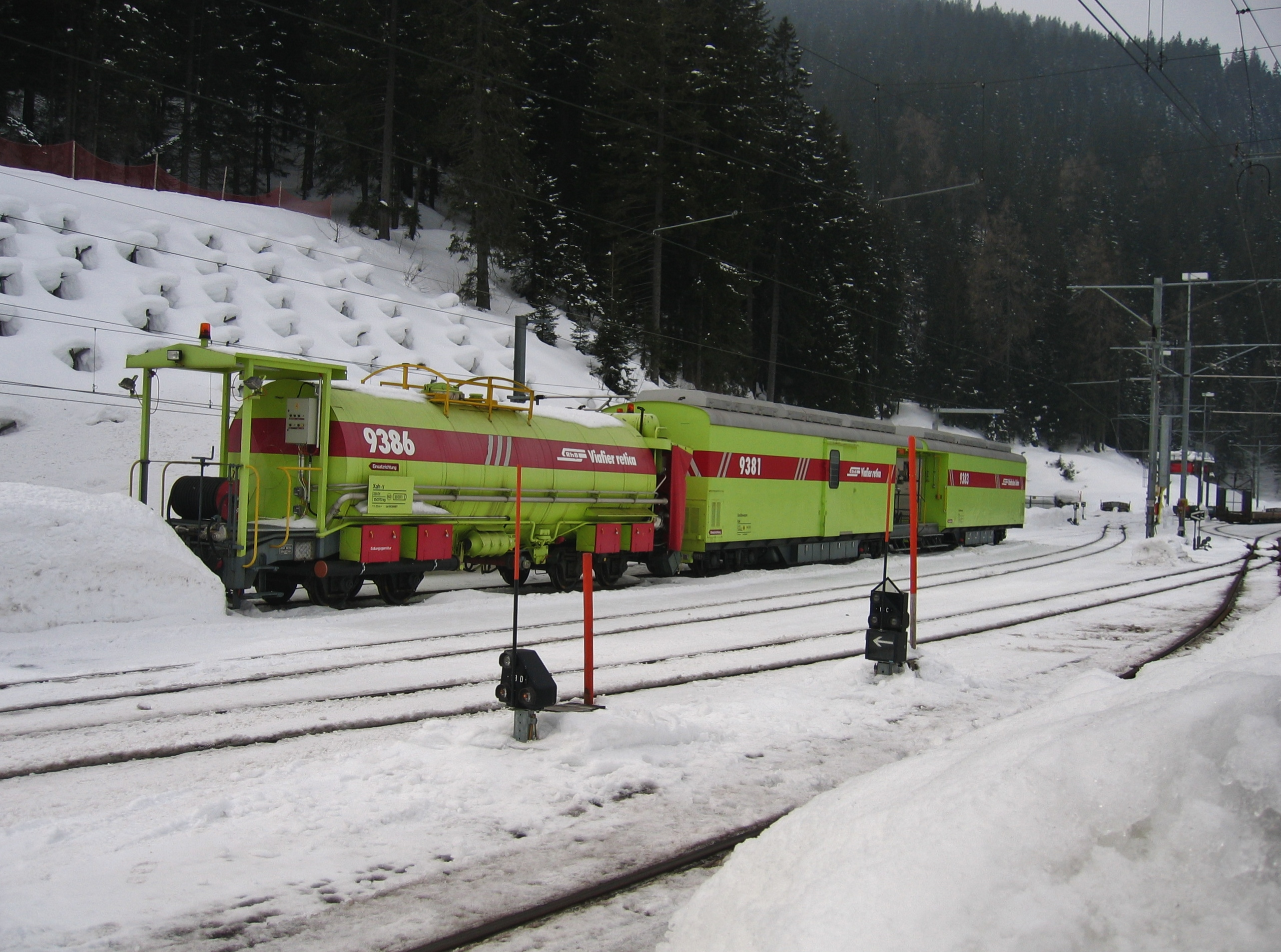
Lösch- und Rettungszug in Klosters Selfranga (2006)

Im Notfall ist für den Vereinatunnel, der über keinen Fluchtstollen verfügt, eine Hilfsfrist von maximal 45 Minuten bis zum Eintreffen der Einsatzkräfte vorgesehen. Der komplette Tunnel ist mit einer Brandmeldeanlage sowie jeder Autoverladewagon mit einem Handmelder ausgestattet. Seit 1999 unterhält die Rhätische Bahn für den Vereinatunnel zwei Lösch- und Rettungszüge, von denen jeweils einer am Nordportal in Klosters Selfranga und am Südportal in Sagliains stationiert ist. Die Einsatzkräfte in den Fahrzeugen werden von den zuständigen Feuerwehrstützpunkten – der Feuerwehren Klosters-Serneus und Zernez – gestellt.
Im Einsatz werden die Züge von einer Rangierlokomotive mit einem Triebfahrzeugführer der Rhätischen Bahn in den Tunnel zum Einsatzort geschoben. Sie bestehen jeweils aus folgenden Wagen:
- einem Gerätewagen (Xak)[13] mit hydraulischem Rettungsgerät (Schere, Spreizer, Stempel), Notstromaggregaten, Leitern, Atemschutzgeräten, einer eingebauten Werkbank und einem im Dach verbauten Atemluftvorrat für 40'000 Liter[10][11]
- einem Sanitätswagen (Xak)[13] mit Einsatzkleidung für das Personal, Verbands- und Sanitätsmaterial, Tragen, Fluchtmasken und einem im Dach verbauten Atemluftvorrat für 40'000 Liter mit Anschlüssen für Atemluft im Inneren für die Fluchtmasken[10][11]
- einem Löschwagen (Xah-v)[13] mit 30'000 Liter Wasser, zwei Tragkraftspritzen TS-8 und einer Schnellangriffsleitung an der Zugspitze[10][11]

Aufgrund des Endes der Lebensdauer der lokbespannten Rettungszüge sowie «zur Verbesserung der Interventionsbereitschaft und -geschwindigkeit» beschaffte die Rhätische Bahn von Müller Technologie in Frauenfeld nach einer Ausschreibung vier neue vierachsige, selbstfahrende und kuppelbare Xm 2/4, die sich jeweils in den Aufbauten unterscheiden: Zwei wurden als Löschfahrzeuge zur Brandbekämpfung und zwei als Rettungsfahrzeuge zur Evakuierung von Fahrgästen gebaut. Die Fahrzeuge wurden zwischen dem 22. Februar 2022 und dem 15. Juni ausgeliefert und am 2. September 2022 eingeweiht und den Feuerwehren übergeben. Am Nord- und Südportal ist jeweils ein Lösch- und ein Rettungsfahrzeug stationiert.
In Selfranga wird der ganzjährig im Freien bereitstehende Rettungszug im Winter durchgehend vorgeheizt bzw. am Wochenende in einer Halle enteist. Für den witterungsgeschützten Unterstand der neuen Fahrzeuge war dort im Mai 2021 der Bau einer Halle bis 2023[veraltet] in Planung.

## Verkehr

### Autoverlad
Je Stunde und Richtung verkehren auf dem Hauptast ein bis drei Autozüge. An Spitzentagen können mit dem Autoverlad knapp 5000 Autos transportiert werden. Dafür verkehren bis zu vier Autozüge pro Stunde, sodass durch den Mischverkehr mit den Reisezügen die Kapazitätsgrenze des grossteils einspurigen Tunnels erreicht wird.

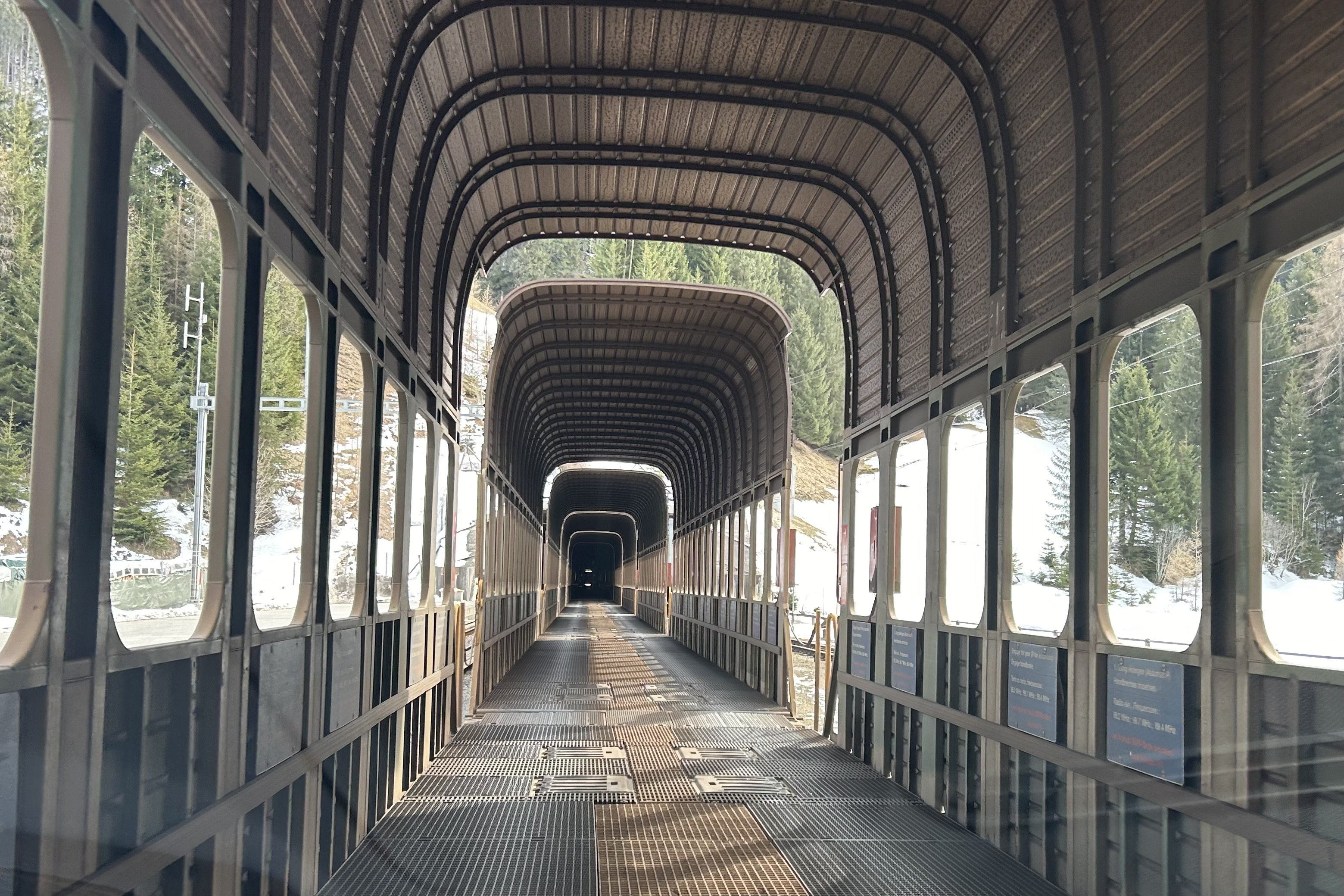
Einfahrt in Selfranga
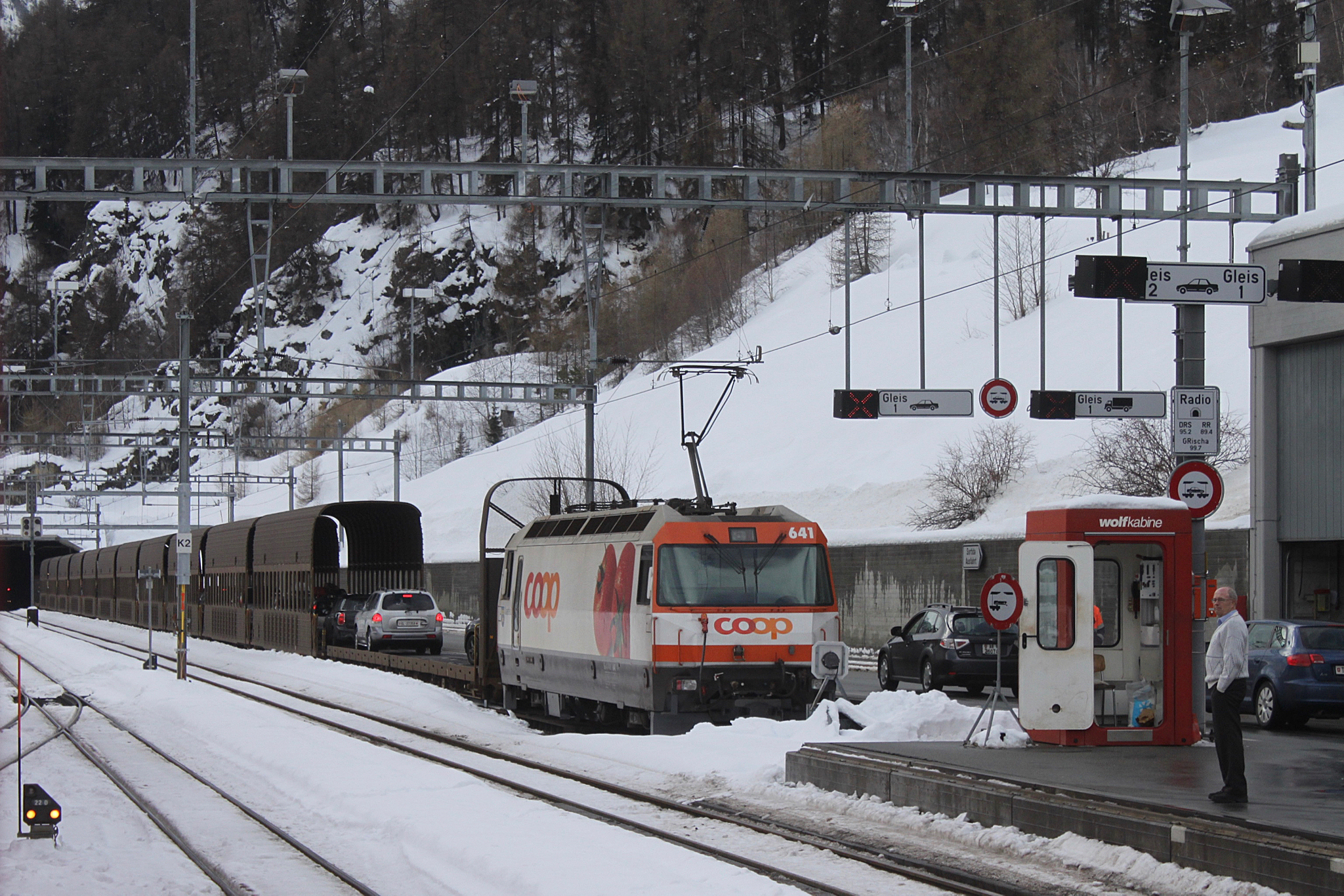
Auffahrt auf den Autozug in Sagliains (2014)
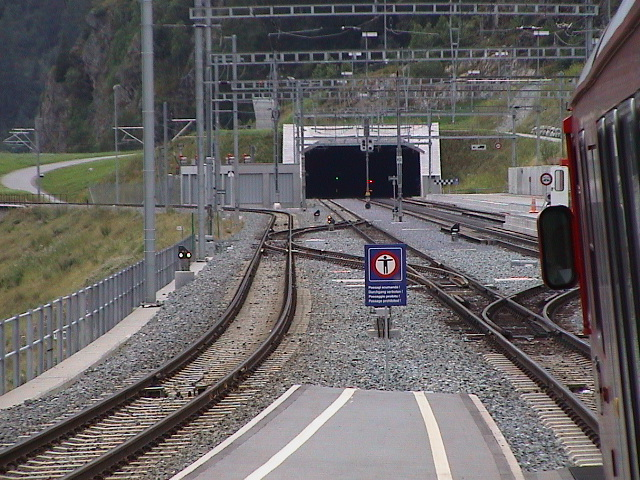
Einfahrt in den Vereinatunnel in Sagliains, links vom Tunnelportal die Strecke nach Bever (2001)

### Personenverkehr
Je Stunde und Richtung verkehrt auf dem Hauptast ein Reisezug. Die weitaus meisten Reisezüge verkehren nach Scuol-Tarasp. In Sagliains besteht Anschluss an Züge nach Pontresina.
Die Abzweigung Richtung Oberengadin wurde vom fahrplanmässigen Personenverkehr zwischenzeitlich kaum mehr genutzt, nachdem die «Engadin-Star»-Verbindungen wegen mangelnder Nachfrage 2002 eingestellt worden waren. Mit der Sommersaison 2009 wurde wieder ein tägliches Zugpaar zwischen Landquart und St. Moritz angeboten; seit dem Fahrplanwechsel vom 12. Dezember 2010 verkehrten drei Direktzüge von Landquart nach St. Moritz und zwei in die Gegenrichtung mit Anschluss an die IC der SBB von und nach Zürich. Mittlerweile verkehren tagsüber durchgängig im Stundentakt Regionalzüge zwischen dem Oberengadin und Landquart über den Abzweig Sasslatsch; diese bieten in Landquart überwiegend Anschluss an die Verstärker-Intercity von und nach Zürich.
Während der Baustelle im Unterengadin, wegen der über den gesamten Sommer 2019 die Bahnstrecke von Sagliains bis Scuol-Tarasp voll gesperrt war, waren sämtliche Regionalzüge durch das Prättigau (mit Ausnahme der Richtung Davos verkehrenden Züge) und durch das Oberengadin verknüpft und verkehrten durch den Sasslatsch-Abzweig.
Im Fernverkehr zwischen dem Oberengadin und Reisezielen nördlich von Landquart steht der Vereinatunnel in Konkurrenz zur Albulabahn, die etwas langsamer und teurer, aber touristisch wegen der Landschaft und als UNESCO-Welterbe interessant ist.

### Güterverkehr
Im Güterverkehr fahren täglich etwa zwei bis drei Zugpaare.